# SSV Brixen Handball 2011-2012

## Rosa 2011-2012

### Giocatori
| N° | Naz.                | Ruolo | Sportivo                      | Anno | Alt. | Peso |
| -- | ------------------- | ----- | ----------------------------- | ---- | ---- | ---- |
| 12 | Italia (bandiera)   | P     | Ploner Michael                | 1991 | 182  | 81   |
| 21 | Italia (bandiera)   | P     | Michaeler Armin               | 1982 | 190  | 87   |
| 23 | Germania (bandiera) | P     | Grömminger Felix              | 1987 | 181  | 72   |
| 3  | Italia (bandiera)   | PV    | Mairvongrasspeinten Bennjamin | 1991 | 180  | 82   |
| 5  | Italia (bandiera)   | A     | Giuliani Roland               | 1984 | 184  | 74   |
| 6  | Italia (bandiera)   | T     | Dejakum Manuel                | 1987 | 195  | 100  |
| 10 | Italia (bandiera)   | PV    | Kammerer Andreas              | 1982 | 196  | 100  |
| 11 | Italia (bandiera)   | T     | Salcher Andreas               | 1987 | 193  | 85   |
| 13 | Italia (bandiera)   | A     | Kovacs Holger                 | 1989 | 184  | 76   |
| 15 | Slovenia (bandiera) | T     | Mirko Nikolič                 | 1984 | 192  | 100  |
| 19 | Italia (bandiera)   | A     | Ploner Stefan                 | 1988 | 183  | 88   |
| 22 | Italia (bandiera)   | A     | Sonnerer Martin               | 1992 | 181  | 70   |
| 23 | Slovenia (bandiera) | T     | Aljoša Štefanič               | 1982 | 197  | 102  |
| 27 | Italia (bandiera)   | A     | Ranalter Michael              | 1991 | 183  | 76   |
| 77 | Italia (bandiera)   | T     | Sader Felix                   | 1989 | 172  | 65   |
| 86 | Italia (bandiera)   | PV    | Stuffer Ivan                  | 1986 | 194  | 100  |

### Staff
- Allenatore:  Hubert Nössing
- Allenatore in seconda:  Michael Niederwieser
- Medico sociale:  Dietl Walther
- Preparatore atletico:  Thaler Bernhard
- Massaggiatore:  Bernardi Matteo
- Dirigente: